# ラチェット&クランク THE GAME
『ラチェット&クランク THE GAME』（ラチェット アンド クランク ザ・ゲーム）は日本では2016年8月9日に発売されたコンピュータゲームソフト。
『ラチェット&クランク』シリーズの作品で初のPlayStation 4（PS4）用ソフトとなる。

## 概要
2002年にPlayStation 2（PS2）用ソフトとして発売された『ラチェット&クランク』シリーズ第1作目のリブート作品。
ラチェットとクランクのコンビを操作して、宇宙の様々な星を冒険するアクションゲーム。
ストーリーはPS2版初代をベースにしつつ、新たなガラメカ（アイテム）や惑星（ステージ）が追加され、ステージ構成にも変更が加えられている。
北米版はサブタイトル等が付かない『Ratchet & Clank』というタイトル。
日本では通常版の他に北米で公開された（日本未公開）映画『ラチェット&クランク THE MOVIE』のブルーレイディスクと、のむらしんぼによる描き下ろし漫画を収録したコロコロコミック編集部による小冊子がセットになった「超★スペシャル限定版」も同時発売された。

## 登場人物

### 主要人物
ラチェット
声 - 津村まこと
本作の主人公。黄色いキツネのような生物「ロンバックス族」の生き残り。さまざまな「ガラメカ」を使う。
クランク
声 - 大川透
本作のもう一人の主人公。ロボット。
キャプテン・クォーク
声 - 乃村健次
銀河の平和を守る戦隊「ガラクチックレンジャー」に所属するスーパーヒーロー。緑色のスーツを着ている。

### ガラクチックレンジャー
コーラ・ヴェロラックス
声 - 伊藤静
ガラクチックレンジャーの一員。頼れる女性隊員であり銃の名手。ラチェットとともに行動することが多い。また、クォークやラチェットのような場当たり的作戦に対し否定的であるなどレンジャーの中では数少ない理論派・慎重派でもある。惑星ノバリスの出身であり、最年少でガラクチックレンジャーに採用されたことを称え、惑星には彼女の像が建てられている。
ブラックス
声 - 上田燿司
ガラクチックレンジャーの一員。腕力自慢で平常時はクォークとともに作戦行動を行うことが多い。多少あわてんぼうなところもあるが、ラチェットのバックアップも行うなど男気はレンジャー。
エラリス
声 - 甲斐田裕子
ガラクチックレンジャーの一員。前線ではなく移動船・フェニックス号の船内にて装備の開発と戦術サポートを行う。真面目で仕事熱心だがゲーム好きという一面も。

### 敵
ビッグボス・ドレック
声 - 後藤哲夫
ブラーグの指導者で、ドレック・インダストリーズの社長。なぜから行が巻き舌になるしゃべり方をする。
本社を構える惑星カルトゥの大気汚染によって地下への移住を強いられた経験を基に立てたプロジェクト「惑星クリエイト」で新たな惑星を作ろうと目論む。
終盤においてネファリウスに裏切られ、羊に変えられてしまいどこかの惑星に飛ばされ消息不明となる。
ドクター・ネファリウス
声 - 山野史人
『3』からたびたび登場するラチェットの宿敵であり銀河一のマッドサイエンティスト。
　今作ではビッグボスの部下として登場。彼の計画のため、惑星破壊装置「デ・プラネタイザー」を開発する。
　しかし、終盤ではビッグボスを裏切り、メルモシープで羊に変えてしまう。
　今作ではこれまでのような半生物・半機械のような状態ではなく、完全な有機生命体の状態で登場する。
ゼッド
声 - 矢部雅史
ビッグボスの秘書。クランクの侵入に対し様々な形で対抗する。
ビクター・フォン・イオン
声 - 小山剛志
ビッグボスの右腕。不良品としての処分を免れ逃走するクランクを執拗に追い掛け回す。戦艦の操縦にも長けており、自身の重厚な鎧もレーザー光線やキャノン砲を発射できるなど多彩な装備を積んでいる。そのためショートしてしまう恐れから水を極端に嫌っている他、身体中に錆が見て取れる。
スナグルビースト
声 - 特になし（効果音の為）
炎を吐き出す巨大な怪物。前作では「クォークアジトQ」で登場したが、今回ではネビュラG34で対峙する。
科学者
声 - 岡野浩介
スナッグルビーストを操る科学者。
ミセスズーコン
声 - よのひかり
ビッグボスが作り上げた巨大ズーコン。攻撃はもちろんズーコンを使ったシールドで防御も行う。

### その他人物
全編に登場
シヴ・ヘリックス
声 - 大畑伸太郎
キャプテン・クォークと同じ監獄に入れられた囚人。クオークが彼に語りかけるところから物語は始まる。
ソリティア・ビル
声 - 坂口候一
クオークのいる監獄の隣室にいる囚人。彼に対していちいち嫌味を言う。
ガラクトロン・ショップ店員
声 - 山崎たくみ
新種のガラメカや弾薬を売ってくれる「ガラクトロン・ショップ」の店員。陽気な口調が特徴。

惑星ベルディン
グリムローズ
声 - 大川透
惑星ベルディンでガレージを営むオーナー。ゴブリンのような見た目で、右の牙が欠けている。ラチェットとともに宇宙船の修理や改造を行っている。怒りっぽいものの、ラチェットがガラクチックレンジャーに所属後は素直に応援や救援要請を頼む一面も見せる。

惑星ノバリス
バックウォッシュ
声 - チョー
ノバリスの市長。甥のスキッドが原因でブラーグに命を狙われる。
デカケツ親父
声 - 宝亀克寿
ラチェットの助けとなる配管工。メタ発言が多い他の作品同様、今回も「過去」や「未来」が分かっているような発言をする。

惑星アリディア
スキッド・ミックマークス
声 - 高木渉
ラチェットもファンである人気のプロホバーボーダー。今作では惑星アリディアで自身のスポーツショップを建設中にブラーグに襲撃され窮地に陥る。
ドン・ワンダースター
声 - 斎藤志郎
スキッドのマネージャー。相変わらずスキッドの容態よりも営業やレースの事を優先している。『1』では名前不明だったが、今作ではホロカードにより名前が明らかになった。

惑星ケルバン
ふとっちょアル
声 - 高戸靖広
ロボ・ショップ「Mr.アルのロボ工房」を営んでいる青年でメカオタク。電子機器の扱いにおいては銀河中で右に出るものはいない。今作でもヘリブースターを始め様々な改造を行ってくれる。
アナウンス
声 - 田中敦子
アリーロシティ駅のアナウンス。

惑星リルガール
R.Y.N.O.セールスマン
声 - 藤原啓治
ブラックウォーターにいる怪しげな男。ストーリー進行に必要なガラメカであるスパイシリンダーをくれる。また、RYNOカードをすべて揃えた状態でこのキャラのところに行くとRYNOを作ってくれる。
スターリーン
声 - 森千晃
ホバーボードレースの受付係の女性。

惑星ガスパー
ブレイン科学者
声 - 間宮康弘
ブラーグの科学者だが報酬次第でラチェット達も協力する中立的存在。クラゲのような生き物「テレパトプス」が持つ脳のような器官「ブレインゼリー」を集めており、収集することでアイテムと交換してくれる。

惑星ポクタル
フェルトン・ラズ
声 - 大川透
惑星ポクタルのリゾートオーナー。グリムローズの弟であり、反対側の左の牙が欠けている。働くことが生きがいな兄に対し、釣りをすることが好きなのんびりで温和な性格。ポクタルへの侵攻に伴い救援要請を行う。

カレボIII
ルーモス
声 - 茶風林
惑星カレボIIIに本社を置くガラクトロンのCEO。軽妙な話し方をするが、利益第一主義な一面も持っている。

## ストーリー
銀河の辺境、惑星ベルディンに住むロンバックス族の少年、ラチェット。彼の夢はお茶の間で大人気のヒーロー、キャプテン・クォークを始めとした宇宙の平和を守る戦隊、ガラクチックレンジャーに入隊し、有名になることだった。ラチェットは夢をかなえるため広場にて開催された入隊試験に参加し見事合格するが、数々の不正が見つかったため、入隊を断られ途方に暮れていた。
同じ頃、銀河一のマッドサイエンティスト、ドクター・ネファリウスと結託したドレック・インダストリーズの社長、ビッグボス・ドレックが支配する惑星カルトゥのロボット工場で1体の不良品ウォーボットが誕生した。ウォーボットはブラーグの魔の手を逃れるため宇宙船で脱出する。 しかし、ウォーボットの乗った宇宙船はドレックの配下、ベクター・フォン・イオンによる追撃を受け惑星ベルディンに墜落してしまう。
墜落する宇宙船を目撃したラチェットは、赴いた墜落現場でウォーボットを救出する。ふたりは互いに自己紹介する。ロボットは「はいきウォーボットB5429」と名乗るが、ラチェットは「クランク」と名づけた。ふたりはガレージに向かう途中でクランクを追撃しようと現れたブラーグの軍団を蹴散らす。クランクを修理した後、宇宙船に乗り込み、惑星ベルディンを後にする。こうして、ふたりの銀河を股にかける大冒険の幕が上がった。

## 開発
『ラチェット&クランク THE GAME』は、2014年のE3におけるソニーのプレスカンファレンスで発表された。開発はインソムニアック・ゲームズのカリフォルニアスタジオとノースカロライナスタジオが共同で担当した。初代作に携わった長年のデザインディレクター、ブライアン・オルギアをはじめとする複数の開発者がリメイク版に復帰している。発売は当初2015年を予定していたが、映画公開に合わせるため2016年に延期された。2016年1月11日には、欧州での発売が同年4月に決定したことが正式に発表された。
本作は映画と並行して開発されており、キャラクターモデルや環境、アニメーション、一部の脚本が共有されている。具体的には、インソムニアックがレインメーカーに3Dキャラクターモデルや環境データを送り、レインメーカーがゲーム用に若干調整したデータを返すことで、双方の素材の整合性が保たれている。映画とゲームの資産はほぼ両者で調整されており、インソムニアックは映画のシーンをゲーム内でできるだけ忠実に再現しようと努めた例もある。また、映画とゲームは同じカラー補正ツールを使用している。
初代『ラチェット＆クランク』とは異なり、リメイク版は30フレーム毎秒で動作する。2021年3月31日には、PlayStation 5の下位互換機能を利用してプレイした場合に60フレーム毎秒で動作するようアップデートが行われた。予約購入者には、『ラチェット&クランク2 ガガガ!銀河のコマンドーっす』および『ラチェット&クランク3 突撃!ガラクチック★レンジャーズ』に登場した追加武器「バウンダー」へのアクセスが提供された。さらに、2024年4月15日には本作の発売8周年を記念したアップデートが実施され、「バウンダー」が全プレイヤーに解放された。

## 評価
レビュー集積サイト「Metacritic」によると、『ラチェット&クランク THE GAME』は「概ね好意的な評価」を受けている。
Destructoidのクリス・カーターは、キャラクター、テンポ、そして多様なゲームプレイを高く評価し、「シリーズはすでに勢いを失ったと思っていたが、本作をプレイして今後の『ラチェット＆クランク』作品を歓迎したい気持ちになった」と述べている。
Electronic Gaming Monthlyのスペンサー・キャンベルは、「『ラチェット＆クランク』はシリーズ本来の魅力を取り戻しているが、それ以上のものを求める人にとっては物足りないかもしれない。初代の中毒性の高い要素を再現しているが、一部でペースの遅い受け身な展開が足を引っ張っている」と総評している。
Game Informerのアンドリュー・ライナーは、特に映像表現を称賛し、同時に画面内で展開されるアクションの多さや、環境デザインの完成度に言及した。サウンドトラックも「非常に良い」と評価する一方で、一部の台詞については「聞いていて恥ずかしくなる」と指摘している。ゲームプレイについては概ね肯定的で、「スピード感のあるアクションが途切れる場面がゲームのテンポを損なっている」との懸念を示しつつも、「夢中になってやめられなかった」と締めくくっている。
Game Revolutionのジェブ・ホートは、「優れた映像美」「ユーモアのあるストーリー」「中毒性のあるゲーム性」「直感的な操作感」といった点を挙げて本作を高く評価した。
GameSpotのキャシディ・モーザーは、ユーモア、多様なゲームプレイ、武器やガジェット、操作性、グラフィックなどを長所として挙げつつも、ストーリーについては「十分に掘り下げられていない」と批判している。
GamesRadarのルーカス・サリヴァンは、「映画との結びつきに若干の違和感はあるが、本作はビジュアルに優れ、全体的に高品質なプラットフォーマーであり、『ラチェット＆クランク』のリブート作品として申し分ない」と述べている。
IGNのマーティ・スリーヴァは、「『ラチェット&クランク THE GAME』は、インソムニアックが14年間にわたってシリーズで培ってきたすべての成果の集大成である」と述べ、「非常に美しいビジュアル」「やりがいのある強化システム」「魅力的なストーリー」「創造的な武器」をそれぞれ賞賛している。
Polygonのフィリップ・コラーは、「本作がすべてのシリーズファンの期待に完全に応えているとは言い難い」としながらも、「惑星や武器の数といった点では規模がやや縮小されているものの、多様性と完成度の高さによって、それが大きなマイナス要因にはなっていない。従来のファンを満足させる要素は十分にあり、それ以上に重要なのは、シリーズの将来にとって新たなファンを獲得できる可能性を秘めている点である」と述べた。
VideoGamer.comのトム・オリーは、「『ラチェット&クランク THE GAME』は誰にでも安心して勧められる作品である。非常に楽しく、美しいグラフィックを持ち、操作性も良好で、一般的なゲーム作品とは異なる“気分転換”のような存在になっている。シリーズ未経験のプレイヤーにとっては新鮮な体験となるだろうし（リメイクとはいえ、ある程度の既視感は避けられないが）、長年のファンはインソムニアックの成果を高く評価するに違いない。本作は、シリーズにおいて理想的なリメイクの好例である」と結論づけた。
また、第20回D.I.C.E.アワードにおいて、『ラチェット&クランク THE GAME』はインタラクティブ・アーツ＆サイエンス・アカデミーより「ファミリーゲーム・オブ・ザ・イヤー」を受賞している。

## 売上
『ラチェット&クランク THE GAME』は、発売週にイギリスのパッケージ版ゲーム売上ランキングにおいて第1位となった。本作の発売初週の販売本数は、これまでシリーズ最高の初週売上を記録していた『ラチェット＆クランク FUTURE2（A Crack in Time）』の3倍に達し、大きく記録を更新した。
このリメイク版は、シリーズ初となるリテールソフト売上チャートでの初登場1位を達成したほか、ヨーロッパのPlayStation Storeでも最も売れたタイトルとなった。
2016年4月29日には、本作が『ラチェット＆クランク』シリーズにおける最速の販売ペースを記録したタイトルであることが正式に発表された。オーストラリアでは発売週に販売ランキング第1位となり、アメリカ合衆国ではパッケージ版とPlayStation Storeの両方を含めた4月の月間販売チャートで第2位を記録し、シリーズ史上最も成功したローンチとなった。
NPDグループのアナリスト、リアム・キャラハンは、この販売実績について「『ラチェット＆クランク』シリーズがPlayStation 2時代に到達していた成功を再び取り戻した」と述べている。
さらに、2023年12月に発生したInsomniac Gamesのデータ漏洩により、本作の累計販売本数が700万本に達していたことが判明した。これにより、本作はシリーズ史上最も売れた作品となった。

## ステージ
今作ではストーリーの一新やシステム、アイテム入手順の変更に伴い、『1』で登場した一部の惑星や施設（ユードラ、アンブリス、オークソン、ホーベン、ムーンベースG、オルタニス、スペースシップBB）は登場しない。
惑星ベルディン
ラチェットの故郷であり、現在は宇宙船修理を営むグリムロースの下で働いている。ストーリー開始時にはクオーク率いるガラクチックレンジャーのスカウトイベントが開催される。
惑星ノバリス
自然環境豊かな星。遠くにはビル群も見えており、作中では人口4000万人以上が住んでいると言及される栄えた惑星。
惑星アリディア
流砂が多い開拓途中の惑星。砂の中に潜む「サンドシャーク」がウヨウヨいる。今作ではスキッドが自らのスポーツショップを建設中である。
惑星ケルバン
高層ビルが立ち並ぶ、高度技術が発達した惑星。今作では『1』に登場したトレーニングコースや「Mr.アルのロボ工房」に加え、ガラクチックレンジャーの本部やクオーク達を称える「ヒーローの殿堂」が建てられている。
惑星リルガール（ブラックウォーター）
ホバーボードレースで賑わいを見せる惑星。今作でもホバーボードレースに挑戦できる。
ネビュラG34
ブラーグの技術研究施設がある。また、前作のエイリアンクイーンに代わりスナグルビーストが待ち構えている。
惑星ガスパー
一面溶岩で覆われた惑星。『1』よりもエリアが広くなり、ジェットパックでの移動も可能となった。
惑星バタリア
雪が降りしきる惑星。銀河最強のイオンブラスターのスターウォッチ防衛キャノンを擁するクロントス要塞がある。『1』では天候が雷雨であったが、今作は雪となっており『1』のバタリアとホーベンを組み合わせた惑星になっている。
惑星カルトゥ
ビッグボス・ドレックの拠点であり、ウォーボットの生産工場がある。クランクが製造されたのもこの工場からである。
惑星ポクタル
透き通った海と青々とした自然がある温暖な惑星。リゾートとしても栄えているが、ビッグボスによる海水採取作戦により窮地に立たされる。
フェニックス号
ガラクチックレンジャーの拠点となる巨大戦艦。初出は『3』。前回は艦内を探索できたが今回は不可能。
デ・プラネタイザー
ビッグボスが作り上げた惑星破壊装置。完成に伴いビッグボスのオフィスも移されている。『1』ではベルディンまで飛来して、ステージとしてはその1部となっていたが、今作では飛来せず、ステージとしても別。
カレボIII
ガラクトロン本社がある惑星。地表付近にはホバーボードのコースもある。

## ガラメカ

### 武器ガラメカ
今作では合計15種類の武器ガラメカが登場する。『2』以降のようなレベルアップシステムとなっており、使い続けることでレベルが上がり威力が増す（最大レベル5）。またゲーム中で手に入るラリタニウムを使うことで射程距離や装弾数を増やすアップグレードを購入できる。アップグレードマップには「?」で隠されたマスがあり、その場合は「?」周辺のアップグレードを全て購入することで「ミステリーアップグレード」としてさらに特殊なアップグレードが追加される。
また、2周目以降のチャレンジモードではさらに「オメガ武器」が登場。「武器がレベル5」かつ「対応したホロカードシリーズを全て揃える」事で購入が解禁される。購入するとレベル上限が10になるうえ、ラリタニウムアップグレードマスも増える。
フュージョンボム → フュージョンブラスト → オメガフュージョンブラスト
『FUTURE』で登場した伝統のボム系。敵や地面に投げつけると爆発する。「フュージョンブラスト」になると1回目の爆発後さらに小型の爆弾がまき散らされる。
コンバスター → マグマコンバスター → オメガマグマコンバスター
同じく『FUTURE』で登場したガン系。単発のプラズマ弾を発射する。「マグマコンバスター」になると3WAYになる。
ファイヤーバーナー → マグマボム → オメガマグマボム
『1』からの登場。火炎放射で敵を薙ぎ払う。「マグマボム」になると攻撃の際に爆発も起きるようになる。
クエイクガン → プロトクラスト → オメガプロトクラスト
シリーズ初登場。系統としては設置系の流れを汲む。電流を発射するボールを設置し、付近の敵にダメージを与える。「プロトクラスト」になると攻撃可能範囲がさらに広がる。
ミスターズーコン → リトルズーコン → オメガリトルズーコン
声 - 青山穣
『FUTURE』で登場した自立型攻撃ロボット。弾切れになるまで周りの敵を攻撃してくれる。「リトルズーコン」になるとズーコンに加えさらにリトルズーコン（声 - 小桜エツコ）も攻撃に加わる。
グルーヴトロン → グルーヴボム → オメガグルーブマイン
『FUTURE』で登場した武器。付近の敵を踊らせて無防備な状態にさせる。「グルーブボム」になると効果切れの際に爆発を起こしダメージを与えることができる。
ピクセライザー → ピクセライザーHD → オメガピクセライザーHD
シリーズ初登場。ショットガン系の流れを汲む。敵に発射することでダメージを与えるが、その際の敵は一定時間ピクセル状態になってしまう。
プレデターロケット → ラプターランチャー → オメガラプターランチャー
『FUTURE』で登場したロックオン系武器。最大4発分のロックオンでミサイルを出した後に発射して攻撃する。「ラプターランチャー」になると最大8発までロックオンできる。
プラズマストライカー → プラズマスレイヤー → オメガプラズマスレイヤー
『FUTURE2』で登場したスナイパーライフル系武器。最大3倍ズームで狙うことができ、また表示される敵の弱点を狙うと大ダメージを与えることができる。アップグレード次第ではズーム時にスローになり狙いやすくなる機能も追加される。
ウォーモンガー → ピースメーカー → オメガピースメーカー
「オールフォーワン」に登場したロケットランチャー系武器。一度に複数のミサイルを発射する高威力武器。「ピースメーカー」になると着弾後さらに小型ロケットによって攻撃を行う。
バズブレイド → ドゥームブレイド → オメガドゥームブレイド
『FUTURE』で登場したディスクランチャー系武器。ノコギリ型のディスクを発射して攻撃する。壁に反射することで複数回攻撃可能。
アクマングラブ → アポカリプスグラブ → オメガアポカリプスグラブ
『1』からの登場。小型ロボット「アクマン」を複数体出現させ、自発的に敵に向かって爆発攻撃をさせる。「アポカリプスグラブ」になるとアクマンにジェット機能が追加。敵に対し高速で突進するほか、空中の敵にも攻撃可能になる。
メルモシープ → メルモゴート → オメガメルモゴート
『2』に登場したメルモ系武器。一定時間的に照射することで無害なヒツジに変えてしまう。「メルモゴート」になると変化が黒いヤギになり、敵に攻撃してくれるようになる。
RYNO → エクストリームRYNO! → オメガエクストリームRYNO!
恒例の隠し武器「RYNO」シリーズ。今回も大量の弾丸とミサイルで敵を殲滅する。入手には銀河に散らばる9枚の「RYNOホロカード」が必要。また、オメガ化にはゲーム内最高額となる100万ボルトを要する。
バウンダー → ヘビーバウンダー
『3』以来の登場。大型のボムがはねて周囲を攻撃する。「ヘビーバウンダー」になるとはねるたびに爆発が起きるようになる。初回購入特典及びDLCのため、トロフィー等にはカウントされない他、オメガ武器も存在しない。

### その他ガラメカ
オムレンチ8000
ラチェットが普段使うレンチ。敵への攻撃やシャフトを回すなど多岐にわたり使える。
スイングショット
スイングターゲットを利用し移動することができる。途中での入手が必要だった『1』と違い、今作ではスタートから所持している。
アクアタンク
所定の場所で使うことで水を自由に出し入れすることができ、水位を変えられるようになる。クォーク曰くネファリウスがトイレの詰まりを解消する為の機器として開発したらしい。
スパイシリンダー
シリンダーロックにアクセスし、パズルをクリアすることでロックを解除できるようになる。今作では詰まった場合のため、ボルトやトロフィー獲得の権利を放棄して自動的に解いてくれる「オートハック」機能も追加されている。
ボックスブレーカー
オムレンチによるパワースラムを行うことで、広範囲の木箱を破壊することができる。
ハイドロブースター
水中を高速で泳げるようになる。『1』とは異なり最初からクランクに備わっている為、O2マスク無しでの使用が可能になっている。
ヘリブースター
ヘリの力で高いところへ上る・幅跳び・滞空ができるようになる。
ジェットパック
空中を自由に移動できるようになる。使えるのは特定の惑星・エリアのみ。燃料制になっており、補給ステーションで回復することができる。また、完全に枯渇しても時間経過によって25%まで回復する。
ジェットブースター
ヘリブースターよりも高速で移動できる上、ブースタータービンが回せるようになる。
マグネブーツ
鉄でできた専用の道を歩けるようになる。
グラインドブーツ
グラインドレールの上をすべることができるようになる。
ホバーボード
ホバーボードレースに参戦できるようになる。
O2マスク
水中でも酸欠になることなく泳げるようになる。
マップオートマチック
マップに全ての隠し通路及び収集物が表示されるようになる。
ホログラマー
ホログラム機能を使うことでラチェットの姿を一時的に変えることができるようになる。ただし、攻撃・ジャンプをするとホログラムが消えてしまう。
ガジェボットプログラム
ゲーム中に登場するガジェボットを電源タイプ・トランポリンタイプ・橋タイプに自由に変えることができるようになる。

## アイテム
ボルト
敵を倒したり木箱から入手することができる。武器の購入に必要。ゴールデンボルトの獲得数によりデザインを変えることができ、メタル通貨、リング型、レアミネラル、球体に変えることができる。
ゴールデンボルト
銀河内にいくつか隠されている貴重なボルト。獲得数に応じておまけ内の特典が解禁されるほか、インソムニアックミュージアムで見られるコンテンツも解禁されていく。
ラリタニウム
貴重な鉱石。武器のアップグレードに使うことができる。『1』では一回限りの登場でなおかつイベントアイテムだった。
ナノテック
ラチェットの体力を回復するアイテム。現在の最大HPに対し、イージーでは35%、ノーマルでは25%、ハードでは15%回復する。
弾薬パック
描かれている武器の弾薬を一定数補充する。
ホロカード
本作でのメイン収集要素。敵を倒して入手することや、エリア内には一度に3枚が入手できる「ホロカードパック」、RYNO獲得に必要な「RYNOカード」などがある。各セットとも3枚で1シリーズとなっており、シリーズを完成させるとそれぞれホロカード・ボルト・ラリタニウムの獲得率がアップするほか、オメガ武器解禁の条件でもある。また、重複したカードは5枚につき未獲得カード1枚と交換することができる（そのシリーズのカードを1枚以上持っていることが条件）。
ブレインゼリー
本作でのステージ内収集要素。エリア内にあるブレインゼリーの卵を破壊すると1つ、ステージ内にいる「テレパトプス」を倒すと3つ手に入る。ストーリー進行のためには一定数必要。